# Mykola Wilinskyj

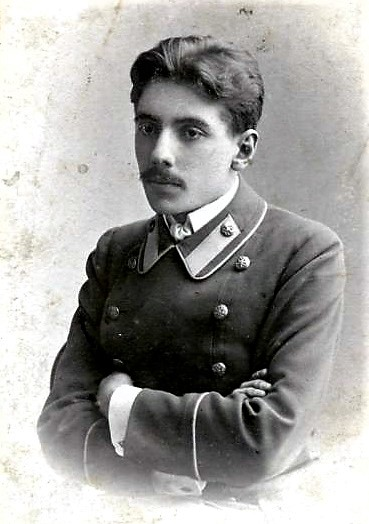
Mykola Wilinskyj

Mykola Mykolajowytsch Wilinskyj (ukrainisch Микола Миколайович Вілінський, russisch Никола́й Никола́евич Вили́нский / Nikolai Nikolajewitsch Wilinski; * 20. Apriljul. / 2. Mai 1888greg. in Golta bei Perwomaisk im Gouvernement Cherson; † 7. September 1956 in Kiew) war ein russisch-ukrainischer Komponist und Hochschullehrer.

## Leben
Wilinskyj stammte aus einer Erbadelsfamilie und war Vetter der Sopranistin und Opernsängerin Xenia Derschinskaja und des Musikwissenschaftlers Alexander Ossowski. Wilinskyj besuchte das Gymnasium in Ananjiw und bildete sich daneben schon zum Musiker aus, wozu auch seine Mutter als frühere Pianistin beitrug. Er dirigierte einen Kirchenchor und organisierte ein Schulorchester mit Volksmusikinstrumenten. Jedoch begann er nach dem Abschluss des Gymnasiums 1906 auf Drängen seines Vaters ein Studium an der juristischen Fakultät der Neurussischen Universität in Odessa, das er 1912 erfolgreich abschloss. Darauf studierte er Komposition am Odessaer Konservatorium (Abschluss 1919) bei Witold Maliszewski, dessen Lieblingsschüler er wurde.
1920 begann Wilinskyj seine Lehrtätigkeit am Odessaer Konservatorium (1926 Ernennung zum Professor). Er leitete die Oblast-Odessa-Organisation der Union der Komponisten der Ukraine, in der sein Stellvertreter und der verantwortliche Sekretär seine Schüler L. S. Gurow und S. D. Orfejew waren. In den 1930er Jahren studierten bei ihm Emil Gilels und Jelisaweta Gilels, David Oistrach und Jakow Sak. 1941 bei Beginn des Deutsch-Sowjetischen Krieges wurde Wilinski nach Taschkent evakuiert und arbeitete als Professor am dortigen Staatlichen Konservatorium Usbekistans. 1944 nach der Befreiung Kiews wurde er Professor und Leiter des Lehrstuhls für Musiktheorie des Kiewer Konservatoriums. Er komponierte symphonische Suiten, Kantaten, ukrainische Chormusik, Romanzen und Kammermusik. Daneben veröffentlichte er musiktheoretische Aufsätze. Er spielte eine große Rolle bei der Entwicklung der nationalen Musikkultur Moldawiens. Dort arbeiteten seine Schüler D. G. Gerschfeld und L. S. Gurow. Wilinski beteiligte sich an der Herausgabe der gesammelten Werke Mykola Lyssenkos.
Weitere Schüler Wilinskyjs waren K. F. Dankewitsch, Oleksandr Bilasch, O. B. Felzman, A. I. Mucha, A. F. Wodowosow und J. N. Subzow.
Wilinskyj wurde auf dem Kiewer Baikowe-Friedhof begraben. Seine Tochter Irina Nikolajewna Wilinskaja (1920–1986) wurde eine bekannte Gesangslehrerin und Komponistin.

## Ehrungen
- Leninorden
- Ehrenzeichen der Sowjetunion
- Verdienter Künstler der Ukraine (1951)